# IPP Open 2002
L'IPP Open 2002 è stato un torneo di tennis facente parte della categoria ATP Challenger Series nell'ambito dell'ATP Challenger Series 2002. Il torneo si è giocato a Helsinki in Finlandia dall'11 al 17 novembre 2002 su campi in cemento indoor.

## Vincitori

### Singolare
Jarkko Nieminen ha battuto in finale  Lovro Zovko con il punteggio di 7–5, 4–6, 7–5.

### Doppio
Mario Ančić /  Lovro Zovko hanno battuto in finale  Aleksandar Kitinov /  Jim Thomas con il punteggio di 7–6(6), 4–6, 6–3.